# Dänningelanda församling
Dänningelanda församling var en församling i Växjö stift, i Växjö kommun, Kronobergs län. Församlingen uppgick 2002 i Vederslöv-Dänningelanda församling.
Församlingskyrka var från 1879 gemensam med Vederslövs församling, Vederslövs kyrka.

## Administrativ historik
Församlingen har medeltida ursprung.
Församlingen har varit annexförsamling i ett pastorat med Vederslöv, där från 1 maj 1935 också ingick Tävelsås församling, från 1962 även Kalvsviks församling och från 1992 Öja församling. Församlingen uppgick 2002 i Vederslöv-Dänningelanda församling.
Församlingskod var 078014.